# Perry Como in Person at the International Hotel, Las Vegas
Perry Como in Person at the International Hotel, Las Vegas – pierwszy album koncertowy amerykańskiego piosenkarza Perry’ego Como wydany w sierpniu 1970 roku przez wytwórnię RCA Victor. Jest to osiemnasty album Como wydany w formacie płyty LP. Nagrania pochodzą z koncertów w International Hotel w Las Vegas.

## Lista utworów

### Strona pierwsza
1. „I've Got You Under My Skin”
2. „Hello Young Lovers”
3. „Everybody’s Talking”
4. „If I Had a Hammer”
5. „Without a Song”
6. „If I Could Almost Read Your Mind”
7. „Prisoner of Love”

### Strona druga
1. Informal talk
2. „The Father of Girls”
3. „Love is Spreading Over the World”
4. „When You Were Sweet Sixteen”
5. „O Marenariello”
6. „It's A Good Day”
7. „You’ll Never Walk Alone”
8. „You Are Never Far Away”